# Heinrich Tonscheidt
Heinrich Tonscheidt (* 31. Juli 1904 in Duisburg; † 26. Januar 1954 in Hannover) war ein deutscher Bauingenieur, Bauunternehmer, Politiker (CDU) und Mitglied des Niedersächsischen Landtags.

## Leben
Heinricht Tonscheidt war Inhaber des hannoverschen Hoch- und Tiefbauunternehmens Häntzsche & Klingelhöfer. Er zählte zum Kreis der Gründer der hannoverschen CDU um Bernhard Pfad. Vom 25. Februar 1950 bis 30. April 1951 war er Mitglied des Niedersächsischen Landtags (1. Wahlperiode), er war dabei ab 28. März 1951 Mitglied der DP/CDU-Fraktion. 